# Hasslarp
Hasslarp è una località situata nel comune di Helsingborg, Scania, Svezia con 447 abitanti nel 2005.
Hasslarp fu fondata sul finire dell'Ottocento, quando si decise di edificare uno zuccherificio lungo la linea ferroviaria che unisce Kattarp e Åstorp nel punto in cui essa attraversa il fiume Hasslarpsån. La produzione di zucchero di barbabietola richiede infatti la disponibilità di acqua in grande quantità. La società in origine si chiamava Lyckåker, ma in seguito cambiò nome assumendo quello di Hasslarp, che in origine designava una fattoria pochi chilometri più a nord.
Il padre dell'attrice del cinema muto Anna Q. Nilsson (1888 – 1974) era impiegato nel locale zuccherificio, e la futura attrice trascorse a Hasslarp parte della sua infanzia.